# 가미카와 종합진흥국

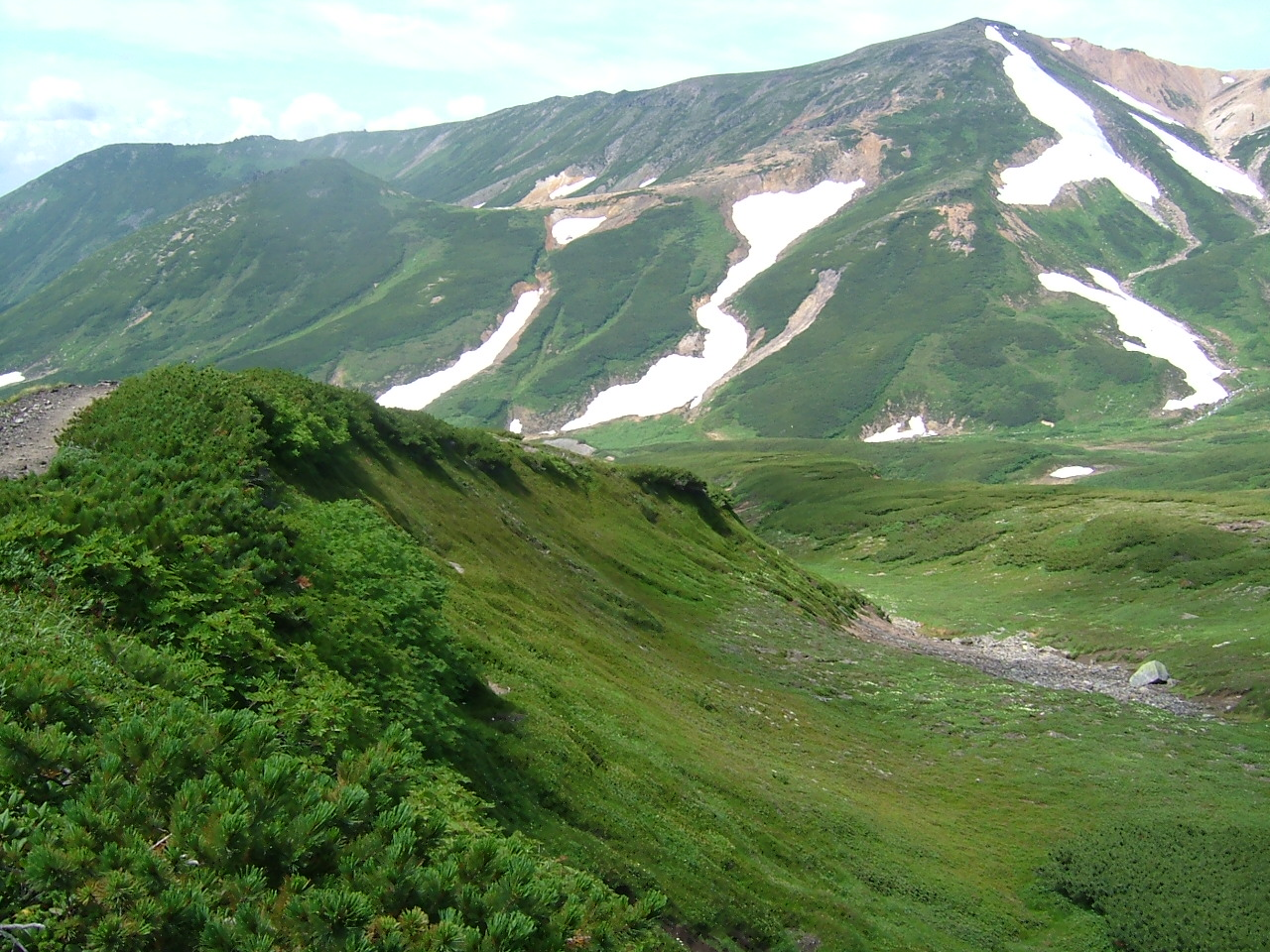

가미카와 종합진흥국(일본어: 上川総合振興局 가미카와소고신코쿄쿠[*])은 2010년 4월 1일에 홋카이도의 가미카와 지청 대신 설치된 종합 진흥국이다. 진흥국 소재지는 아사히카와시이다.

## 행정구역
- 아사히카와시(旭川市)
- 시베쓰시(士別市)
- 나요로시(名寄市)
- 후라노시(富良野市)
- 가미카와군
  - 다카스정(鷹栖町) - 히가시카구라정(東神楽町) - 도마정(当麻町) - 핏푸정(比布町) - 아이베쓰정(愛別町) - 가미카와정(上川町) - 히가시카와정(東川町) - 비에이정(美瑛町)
- 가미카와군
  - 왓사무정(和寒町) - 겐부치정(剣淵町) - 시모카와정(下川町)
- 소라치군
  - 가미후라노정(上富良野町) - 나카후라노정(中富良野町) - 미나미후라노정(南富良野町)
- 유후쓰군
  - 시무캇푸촌(占冠村)
- 우류군
  - 호로카나이정(幌加内町)
- 나카가와군
  - 비후카정(美深町) - 나카가와정(中川町) - 오토이넷푸촌(音威子府村)